# سل (پویانمایی)

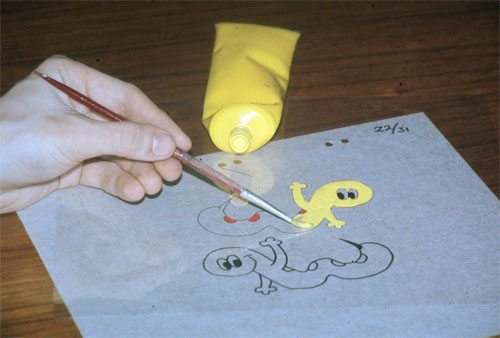
نقاشی با رنگ اکریلیک بر روی یک سل

سل (به انگلیسی: Cel) (کوتاه شده سلولوئید Celluloid) یک ورق شفاف است که بر آن، اشیا ترسیم یا نقاشی می‌شود و برای انیمیشن سنتی و دستی است. در ابتدا از ورق‌های سلولوئید واقعی (متشکل از نیتروسلولز و کافور) در نیمه اول قرن ۲۰ استفاده شد، اما از آنجا که قابل اشتعال بود و از نظر ابعادی ناپایدار بود، با استات سلولز جایگزین شد. با ظهور تولید انیمیشن با کمک رایانه، استفاده از سل برای تولید انیمیشن کاملاً رها شده‌است. در سال ۱۹۹۰ وقتی سیستم تولید انیمیشن رایانه ای (CAPS) گسترده شد، استودیوهای دیزنی استفاده از سل را متوقف کردند، و در یک و نیم دهه بعد، دیگر استودیوهای بزرگ انیمیشن نیز انیمیشن سازی با سل را رها کردند.

## روش
به‌طور کلی، کاراکترها روی سل‌ها کشیده می‌شوند و بر روی یک نقاشی پس زمینه ثابت قرار می‌گیرند. این روش، تعداد دفعات طراحی مجدد تصویر را کاهش می‌دهد و استودیوها را قادر می‌سازد تا روند تولید را به تیم‌های تخصصی مختلف تقسیم کنند. استفاده از این روش برای حرکت سازی کاراکترها، تولید فیلم‌ها را با صرفه اقتصادی بسیار بیشتر کرد. ابداع این روش عموماً به ارل هرد نسبت داده می‌شود که این فرایند را در سال ۱۹۱۴ به ثبت رساند.
به‌طور معمول، یک جزء در انیمیشن، بیش از ۱۰۰۰۰۰ نقاشی با دست نیاز دارد.

## فروش سل‌ها
بعضی اوقات پس از اتمام مراحل انیمیشن سازی، سل‌ها فروخته می‌شدند. نمایش‌ها و فیلم‌های مشهور تر، قیمت‌های بیشتری را برای سل‌ها درخواست می‌کردند، بعضی از آنها هزاران دلار فروخته می‌شدند.
فروشگاه‌های دیزنی سل‌های فیلم پری دریایی کوچولو (فیلم ۱۹۸۹) (که از آخرین فیلم‌های دیزنی محسوب می‌شد که با سل تولید شده بود) را با قیمت‌هایی از ۲۵۰۰ تا ۳۵۰۰ دلار و بدون پس زمینه‌های اصلی به فروش رساندند.